# الخيانة البريطانية للآشوريين
الخيانة البريطانية للآشوريين هو كتاب نشر في عام 1935 كتبه يوسف مالك.
وبصفته آشوريًا قاتل إلى جانب البريطانيين خلال الحرب العالمية الأولى كضابط مترجم، ومسؤول حكومي لاحقًا في العراق الذي تم تأسيسه لاحقًا والذي كان تحت الإدارة البريطانية حتى عام 1932، فإن كتاباته تأتي من تجارب مباشرة.
من خلال هذا الكتاب، يستنسخ مالك رسائل من المسؤولين الحكوميين بينما يروي زمنيًا الأحداث التي أدت إلى تشكيل العراق والمذبحة اللاحقة للآشوريين، المعروفة باسم مذبحة سميل.